# Proteína surfactante A
La proteína surfactante A, conocida también por las siglas PS-A o SP-A por las iniciales en inglés, es una proteína que se encuentra en el surfactante pulmonar. Tiene una estructura compleja y es sintetizada por las células alveolares tipo II situadas en el pulmón. Pertenece a la familia de las colectinas, un subgrupo de las lectinas. Forma parte del sistema inmune innato, favoreciendo la fagocitosis y destrucción de las bacterias y virus que invaden el pulmón y actúa como agente protector del surfactante pulmonar frente a las enzimas proteasas. Posee una estructura compleja formada por 18 cadenas de polipéptidos enlazadas, adoptando una forma helicoidal.